# J. G. Fichte (Schiff)
Die J. G. Fichte war ein Fracht- und Ausbildungsschiff des VEB Deutsche Seereederei Rostock (DSR). Es wurde nach dem deutschen Philosophen Johann Gottlieb Fichte benannt. Von 1974 bis 1976 wurde auf dem Schiff die DFF-Fernsehserie Zur See produziert.

## Geschichte
Das Schiff lief am 31. Oktober 1948 als Claude Bernard bei Ateliers et Chantiers de la Loire in Saint-Nazaire vom Stapel und gehörte zur Lavoisier-Klasse. Die Indienststellung erfolgte im Februar 1950 bei der Reederei Maritime de Chargeurs Réunis in Le Havre. Von 1950 bis 1962 wurde sie im Liniendienst nach Südamerika, zeitweise auch nach Afrika, eingesetzt.
Am 7. August 1962 wurde die Claude Bernard vom VEB DSR übernommen. Umbenannt in J. G. Fichte, wurde sie als drittes Ausbildungsschiff der DSR, nach der Theodor Körner und der Heinrich Heine, in Dienst gestellt. Sie wurde auf der Linie DDR–Kuba/Mexiko eingesetzt. Neben Matrosen im ersten Lehrjahr wurden an Bord nautische Offiziere und Funkoffiziere ausgebildet.
Die J. G. Fichte wurde am 9. Juli 1979 von der DSR außer Dienst gestellt und zum Verkauf ausgeschrieben. Zunächst wurde sie von der Estrella Christal Nav. S. A. mit Sitz in Panama erworben und in Sunrise umbenannt. 1980 erhielt sie den Namen Sunrise IV. 1981 wurde S. Athanasiou registrierter Eigentümer des Schiffes, das in Pegancia umbenannt wurde. Es kam jedoch unter diesem Namen nicht in Fahrt, sondern wurde von Colombo aus zum Abwracken nach Gadani geschleppt, wo es am 24. Mai 1981 eintraf.

## Ausstattung
Bei ihrer Indienststellung 1950 war die Claude Bernard mit 12.021 BRT vermessen. Sie hatte 94 Plätze für Passagiere der ersten und 230 Plätze für Passagiere der zweiten Klasse. Als Ausbildungsschiff der DSR war sie mit 11.045 BRT vermessen und hatte Unterbringungsmöglichkeiten für 289 Auszubildende und Ausbilder an Bord.

## Erwähnenswertes
Am 1. August 1973 lief die J. G. Fichte unter der Führung des Kapitäns Lothar Prause mit einer aus Lebensmitteln bestehenden Hilfsladung von Rostock nach Chile aus zur Unterstützung der sozialistischen Regierung der Unidad Popular. Die Besatzung bestand aus 257 Besatzungsmitgliedern, darunter 101 Matrosenlehrlingen und etwa 50 Praktikanten der Ingenieurhochschule für Seefahrt Warnemünde/Wustrow. Unterwegs wurde ein Hafen auf den Kap Verden und Montevideo angelaufen. Anfang September 1973 passierte das Schiff die Magellanstraße und erreichte in der ersten Septemberwoche den Hafen Coquimbo im Norden Chiles. Dort wurde mit dem Löschen der Hilfsladung begonnen. Am 11. September 1973 wurde die Besatzung dort vom Militärputsch überrascht. Die J. G. Fichte stand während ihres Aufenthaltes in den chilenischen Häfen Coquimbo, Antofagasta und Valparaíso unter ständiger Bewachung schwerbewaffneter Posten der Militärjunta. Täglich wurden Durchsuchungen an Bord durchgeführt. Viele Besatzungsmitglieder wurden Augenzeuge von gewaltsamen Übergriffen auf Teile der Bevölkerung. Nach dem Löschen der Ladung konnte eine Teilladung Kupfer an Bord genommen werden, und das Schiff verließ Chile via Magellanstraße. Mit einem kurzen Zwischenstopp in Santos  erreichte das Schiff am 8. November 1973 den Heimathafen Rostock.

## Bilder

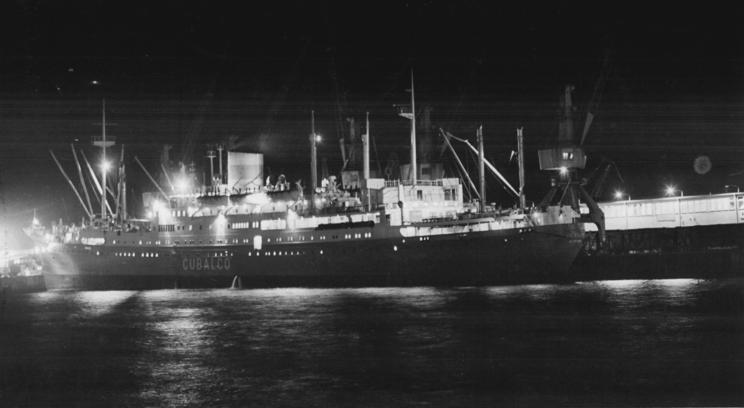
Die J.G. Fichte bei Nacht im Hafen Rostock
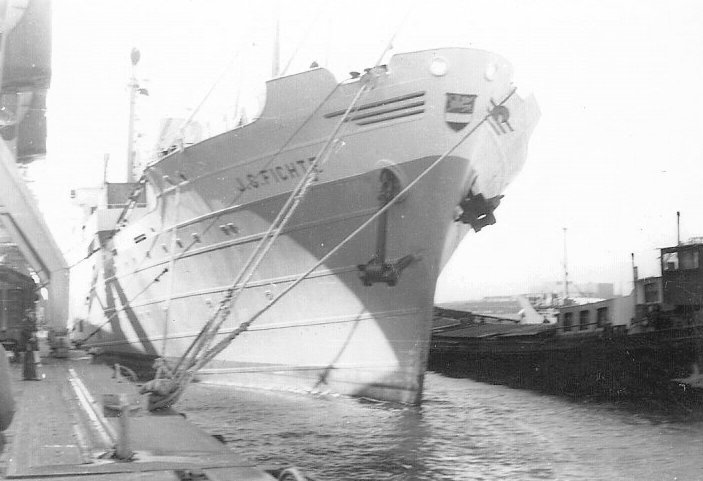
J.G. Fichte 1973 Rotterdam
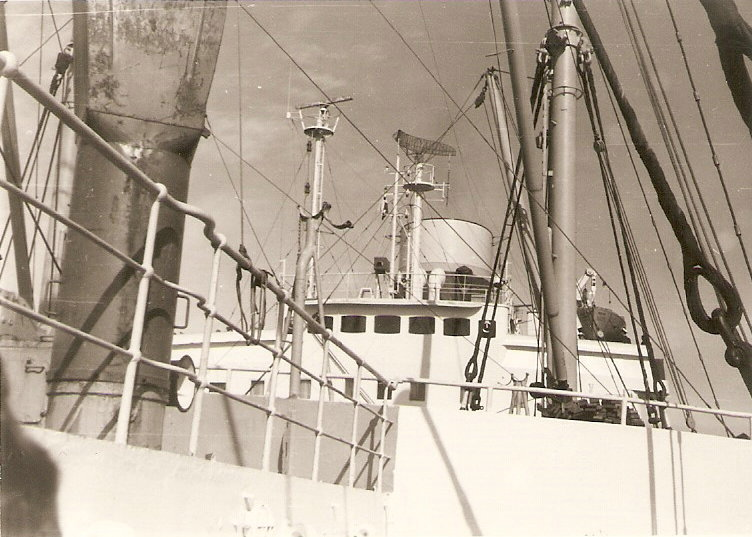
Teilansicht der Brückenaufbauten